# Вителий Петрониан
Вителий Петрониан (на латински: Vitellius Petronianus; * около 37 г. – около 53 г.) е син на римския император Вителий (69 г.) и на неговата първа съпруга Петрония.
Вителий Петрониан бил сляп с едното око и е убит от баща си.